# Storia della CGIL

Simbolo storico del sindacato

La storia della CGIL è la storia del sindacato italiano chiamato Confederazione Generale Italiana del Lavoro (CGIL).

## Contesto storico
Nella seconda metà del XIX secolo, molto in ritardo su altri paesi europei, anche nel Regno d'Italia - proclamato nel 1861 - si insediano, soprattutto in Lombardia, Piemonte e Liguria, le prime forme di industria moderna. L'Italia è un paese molto povero, ancora prevalentemente agricolo e, su circa 25 milioni di abitanti, solo un milione sa leggere e scrivere. Molti meno quelli che hanno il diritto di voto, disponibile solo in virtù del "censo". Una piccola minoranza di persone di sesso maschile, che dispone del reddito necessario, elegge i deputati al Parlamento.
L'invenzione di nuove macchine e la nascita della fabbrica provocano un massiccio esodo di contadini dalle campagne verso le città, dove si concentrano le industrie e determinano la formazione di due classi sociali: la borghesia industriale, che possiede i "mezzi di produzione” con i quali si accumula capitale, e il proletariato, che dispone solo della propria “forza lavoro".
È la nascita del capitalismo, che con la “rivoluzione industriale” cambia radicalmente il vecchio lavoro su base artigianale. Tendono a scomparire i vecchi mestieri e l'operaio svolge ora solo operazioni elementari e ripetitive, perde la conoscenza dell'intero ciclo produttivo, si riduce a merce che ha un prezzo come altre merci. E, agli albori del capitalismo, il prezzo della merce-lavoro è davvero molto basso: l'accumulazione di capitali richiede il massimo dello sfruttamento del lavoro operaio. Salari che consentono la pura sopravvivenza fisica, orari di lavoro massacranti, disciplina durissima, nessuna forma di tutela per infortuni, malattie, gravidanza, pensioni.
Ancora peggio va alle donne e ai fanciulli, largamente sfruttati e sottopagati.

### Le società operaie di mutuo soccorso
Nascono così, e si diffondono rapidamente, le “società operaie di mutuo soccorso” che – sul modello delle vecchie corporazioni di mestiere – hanno lo scopo di fornire sussidi ai propri aderenti.
I soci si autotassano per permettere a chi si ammala, o si infortuna, o alla famiglia di chi muore di poter attingere a un fondo comune.
Ugualmente, si sviluppa il movimento cooperativo per combattere il carovita. Mettendosi insieme, si spuntano prezzi più bassi sui generi alimentari e altri beni di prima necessità.
Le condizioni di vita sempre più dure e il diffondersi anche in Italia delle idee socialiste portano gradualmente molte società di mutuo soccorso a trasformarsi in associazioni di resistenza.
La cassa comune serve non più ai soli fini assistenziali, ma anche per sostenere le rivendicazioni dei lavoratori in lotta.
Nel 1872 a Roma, da un convegno nazionale delle società operaie e dei lavoratori tipografi, nasce la ”Associazione fra gli operai tipografi italiani”, che può considerarsi la prima federazione nazionale di categoria.
Nello stesso periodo si trasformano in associazioni di tipo sindacale numerose altre società operaie, passando dalla concezione mutualistica a forme organizzate di resistenza e di lotta.
Molte associazioni di mestiere, come i panettieri, i muratori, i ferrovieri e, soprattutto, i tessili sono impegnati in dure lotte contro le insopportabili condizioni di lavoro. Particolarmente significativa la lotta nelle fabbriche laniere del Biellese, culminata nel 1877 con lo sciopero di oltre cento giorni per respingere – con successo – la pretesa padronale di imporre regolamenti aziendali unilaterali.
Nel 1884 braccianti e lavoratori della terra del mantovano sono protagonisti di grandi lotte per l'aumento dei salari.
Con l'affermarsi del movimento dei lavoratori si fa sempre più forte la spinta all'organizzazione e al coordinamento, unitamente alla richiesta di rappresentanza e di diritti sociali.
Nel 1891 a Piacenza, Torino e Milano, nascono, soprattutto per l'opera di Osvaldo Gnocchi Viani, le prime “Camere del Lavoro” che uniscono le diverse associazioni di mestiere.

### LaRerum Novarume i cattolici
Nello stesso anno il papa Leone XIII promulga l'enciclica Rerum novarum, che rappresenta per molti anni il punto di riferimento della dottrina sociale della Chiesa e da cui scaturisce, all'inizio del secolo successivo, il movimento sindacale cristiano.
Nel 1892 si svolge a Genova il congresso costitutivo del Partito Socialista Italiano, che dichiara le Camere del lavoro strumento di lotta sindacale dei lavoratori.

### Le Camere del Lavoro
Nel 1893, al primo congresso nazionale delle Camere del lavoro, sono presenti a Parma dodici Camere del Lavoro e l'anno dopo sono già sedici le Camere del Lavoro costituite: Milano, Torino, Piacenza, Venezia, Brescia, Roma, Bologna, Parma, Padova, Pavia, Cremona, Firenze, Verona, Monza, Bergamo, Napoli.
Più lentamente, a causa dell'arretratezza del sistema industriale italiano, si formano le federazioni industriali. Dopo quella dei tipografi, si costituiscono quelle dei ferrovieri e degli edili, mentre la Federazione dei lavoratori agricoli e la FIOM (Federazione italiana operai metallurgici) si costituiscono nel 1901.

### La fine dell'Ottocento
Nell'ultimo decennio del secolo, tuttavia, le classi dominanti tentano, con il governo Crispi, di reprimere con spietata durezza le mobilitazioni sociali che crescono in ogni parte del paese.
Nel 1891-1894 le lotte straordinarie in Sicilia contro il carovita e le tasse, dirette dal movimento dei Fasci siciliani – che riuniscono braccianti, pastori, contadini e lavoratori delle miniere – sono sconfitte da una feroce repressione che porta allo scioglimento delle organizzazioni operaie e socialiste e culmina nell'occupazione militare e nelle condanne inflitte da un tribunale militare.
E ancora nel 1898, a Milano, il generale Fiorenzo Bava-Beccaris stronca nel sangue la protesta popolare per l'aumento del prezzo del pane, ordinando di puntare il cannone sulla folla e provocando decine di morti e numerosi feriti.
Due anni dopo, a Monza, ”l'anarchico venuto dall'America” Gaetano Bresci intese vendicare le vittime di Milano uccidendo il re Umberto I, reo di aver premiato il generale per la sua azione.
L'ultimo grande tentativo di reprimere con la forza le crescenti lotte per il diritto all'organizzazione sindacale, l'aumento delle tariffe salariali e la riduzione degli orari di lavoro avviene nel dicembre 1900, con lo scioglimento della Camera del lavoro di Genova. Lo sciopero di protesta, proclamato dai lavoratori portuali, si estende immediatamente agli operai delle fabbriche e coinvolge tutta la città. Il decreto prefettizio di scioglimento viene revocato.
Il grande successo del primo sciopero generale contribuisce a determinare una profonda svolta politica in Italia. Le classi dominanti si accorgono che non è più possibile solo reprimere le rivendicazioni operaie e le forze più forcaiole e reazionarie vengono sconfitte. Si afferma così un nuovo blocco di potere guidato da Giovanni Giolitti, che si propone di favorire il dialogo con il movimento operaio.
I primi anni del nuovo secolo vedono, dunque, quale conseguenza delle dure lotte precedenti, un nuovo clima politico che, grazie anche a una fase di espansione economica, favorisce un notevole sviluppo del movimento sindacale.

### Nascita della Confederazione Generale del Lavoro
Nel congresso che si svolge a Milano dal 29 settembre al 1º ottobre del 1906 le Camere del lavoro, le Leghe e le Federazioni decidono di confluire in un'unica organizzazione e fondano la Confederazione Generale del Lavoro (CGdL). Sono presenti all'atto di nascita delegati di quasi 700 sindacati locali, in rappresentanza di oltre 250.000 iscritti. Il primo segretario generale eletto è Rinaldo Rigola. Qui inizia, formalmente, la centenaria storia della CGIL.

## La CGdL o Confederazione Generale del Lavoro
Fin dall'inizio, la CGdL si configura come organizzazione basata sulla solidarietà generale fra lavoratori e non soltanto sulla rappresentanza di mestiere.
Un ruolo importantissimo, in questo senso, è esercitato dalle Camere del Lavoro: esse svolgono funzioni di unificazione della classe operaia e di coordinamento fra i sindacati, gestiscono il collocamento al lavoro e la formazione professionale (grazie anche ai sussidi erogati dalle municipalità), prestano assistenza nelle controversie di lavoro. Sono anche luoghi di educazione e emancipazione delle classi lavoratrici. Nelle Camere del Lavoro si insegna a leggere e scrivere e si organizzano biblioteche popolari.
Analogamente, la CGdL si caratterizza per una struttura fortemente centralizzata e - a differenza delle Trade Unions inglesi e dei sindacati tedeschi - l'idea di confederazione generale prevale su quella delle singole federazioni di categoria.
I rapporti con il Partito Socialista Italiano sono regolati da un accordo nazionale di collaborazione in cui si distinguono, almeno in teoria, le reciproche funzioni e autonomie.
Nel primo decennio del nuovo secolo si realizzano importanti conquiste nell'ambito della legislazione sociale e si affermano significative esperienze di contrattazione territoriale e nazionale.
Il governo Giolitti vara le prime leggi di tutela del lavoro delle donne e dei fanciulli, decreta l'assicurazione obbligatoria contro gli infortuni sul lavoro, regola il riposo settimanale e impone il divieto del lavoro notturno in alcuni settori. Inoltre, riforma e implementa la Cassa nazionale invalidità e vecchiaia, primo embrione del futuro Istituto Nazionale per la Previdenza Sociale, (INPS).
Si firmano i primi contratti collettivi di lavoro con le aziende o su base territoriale. Nascono le prime forme di rappresentanza sui luoghi di lavoro, le Commissioni Interne: i contratti aziendali alla Società Automobilistica Itala di Torino e alla Borsalino ne legittimano, poco dopo la nascita della CGdL, l'esistenza.
Nel 1908 viene siglato il primo contratto collettivo nazionale di lavoro, da parte della Federazione vetrai.
Parallelamente e in conseguenza del crescere dell'organizzazione sindacale, si formano le associazioni territoriali padronali fino alla nascita, nel 1910, della Confederazione Generale dell'Industria Italiana, la Confindustria.
Il cauto riformismo del governo Giolitti subì una brusca inversione di tendenza con la guerra di Libia (1911-1912). Nel segno di un nazionalismo aggressivo e reazionario, riprendono le repressioni poliziesche contro il movimento operaio. Importanti conquiste, quali il contratto nazionale dei vetrai e il riconoscimento delle commissioni interne, sono rimesse in discussione.
La CGdL – che tenta di opporsi alla guerra coloniale – è indebolita nel 1912 da una pesante scissione: gran parte dei sindacalisti rivoluzionari formano la Unione Sindacale Italiana, USI, che a sua volta subirà una scissione da parte dei sindacalisti “interventisti”, favorevoli all'entrata in guerra dell'Italia nel 1914.
La situazione peggiora con lo scoppio della prima guerra mondiale. La CGdL proclama manifestazioni contro la guerra in tutto il paese e appoggia il gruppo parlamentare socialista che non vota i crediti di guerra.
Quando l'Italia entra in guerra, viene decretata la “mobilitazione industriale”, le industrie di importanza strategica sono sottoposte a disciplina militare e viene abolito il diritto di sciopero.
Anche la legislazione sociale introdotta nel periodo giolittiano è di fatto abrogata.
Su tutto, prevale l'enorme macello di milioni di giovani che insanguina fino al 1918 gran parte dell'Europa.
Alla fine della guerra, le tensioni accumulate durante il conflitto, le promesse ai combattenti non rispettate, l'inflazione spaventosa determinata dalla mancanza dei generi di prima necessità innescano una formidabile ripresa della conflittualità sociale e delle rivendicazioni sindacali.

### Il biennio rosso
La forza organizzata dalla CGdL, alla cui guida è stato eletto il riformista Ludovico D'Aragona, cresce, nel "biennio rosso" (così viene chiamato quel periodo), dai 250 000 iscritti alla fine della guerra a oltre 1 milione nel 1919 e 2 milioni e duecentomila nel 1920.
Nel tumultuoso clima politico e sociale del dopoguerra, su cui agiscono con forza anche le suggestioni rivoluzionarie ispirate dalla rivoluzione sovietica, si ottengono grandi conquiste.
Nel febbraio del 1919 la FIOM, diretta da Bruno Buozzi, realizza la storica conquista della giornata lavorativa di 8 ore.
A Torino, per impulso del movimento Ordine Nuovo di Antonio Gramsci e Palmiro Togliatti, si impongono nuovi strumenti di rappresentanza operaia, sul modello dei soviet bolscevichi: i consigli di fabbrica, che dirigono lotte straordinarie come lo “sciopero delle lancette” alla FIAT.
Nel 1920 la FIOM presenta agli industriali un memoriale contenente rivendicazioni salariali e normative. Dopo il rifiuto dei padroni a trattare, si arriva rapidamente all'occupazione delle fabbriche, che coinvolge circa 400.000 operai. Il movimento si divide fra chi vuole dare alla lotta un carattere rivoluzionario - e in tal senso si orienta la maggioranza massimalista del PSI - e chi vuole limitarla, come il vertice della CGdL, ai soli contenuti sindacali.
La decisione definitiva spetta al Consiglio nazionale della CGdL che approva, con una maggioranza del 54%, la posizione del segretario generale D'Aragona, favorevole a una conclusione sindacale della vertenza.
L'occupazione delle fabbriche del settembre 1920 si chiude con una dura sconfitta e la asperrima reazione padronale al “biennio rosso” non si fa certo attendere.

### L'inizio del Fascismo
I grandi gruppi industriali decidono di finanziare il movimento fascista fondato da Mussolini, già direttore dell'Avanti! e espulso nel 1914 dal Partito Socialista a causa delle sue posizioni favorevoli all'intervento dell'Italia nella guerra che si stava scatenando in Europa.
Sostenuti anche dai padroni agrari contro le lotte dei contadini, i fascisti si scatenano contro le sedi delle camere del lavoro, delle cooperative, del partito socialista e dei Comuni amministrati dai socialisti in un clima continuo di aggressioni, incendi e omicidi spesso protetti dalle forze dell'ordine.
La risposta allo squadrismo fascista è debole. Il Partito Socialista è lacerato da contrasti interni, che culminano con la scissione, al congresso di Livorno, dell'estrema sinistra e la fondazione del combattivo, ma ancora piccolo, Partito Comunista d'Italia. È il 1921.
La vecchia classe politica di orientamento monarchico e liberale apre di fatto le porte ai fascisti, nell'illusione di poterli controllare.
La CGdL e il sindacato cattolico CIL sono indeboliti dall'aumento progressivo della violenza fascista e dalla crisi economica, che gli industriali utilizzano per riprendersi le concessioni strappate con le lotte del biennio rosso e a nulla vale un tardivo tentativo di alleanza.
Dopo la Marcia su Roma, nell'ottobre del 1922 la monarchia favorisce l'avvento al potere del partito fascista, ancora largamente minoritario nel paese, chiamando Mussolini a formare il governo. 
Nel suo discorso per ottenere la fiducia, Mussolini proclama di fronte a tutti il suo disprezzo per la Costituzione e il Parlamento, che infatti verranno rapidamente smantellati negli anni successivi. E nel 1924 la reazione al “delitto di Giacomo Matteotti”, un deputato socialista assassinato da sicari fascisti, è il pretesto per varare leggi “eccezionali” dirette a realizzare la dittatura fascista.
Con il Patto di Palazzo Chigi (1925) e con il Patto di Palazzo Vidoni (1926) il regime fascista e la Confindustria stabiliscono il riconoscimento giuridico del solo sindacato fascista. Contemporaneamente, viene praticamente eliminata la libertà di espressione, di associazione e di sciopero.
Il 1º novembre 1926 la sede centrale della CGdL a Milano viene devastata dai fascisti. Poco dopo, all'inizio del 1927, il Comitato Direttivo della CGdL decide l'autoscioglimento.
Molti dirigenti sindacali della CGdL, in polemica con la decisione di autoscioglimento, decidono di tenerne vivo il nome: così Bruno Buozzi esule in Francia, così dirigenti sindacali comunisti clandestinamente in Italia. Ma per molti anni, sotto la cappa del regime fascista, non esisterà più la possibilità materiale di organizzarsi liberamente in sindacato dei lavoratori.

## La breve vita della CGIL unitaria
Nei primi mesi del 1943 il fascismo si avviava alla sua tragica conclusione. Mussolini aveva trascinato l'Italia in guerra a fianco della Germania nazista, rendendosi complice delle mire di dominio e della politica razziale di Hitler che condurrà all'Olocausto di sei milioni di ebrei.
L'assoluta impreparazione militare dell'Italia fascista trasforma l'avventura bellica in un disastro politico. I gravi sacrifici imposti alla popolazione e una serie di brucianti sconfitte e umiliazioni sul piano militare erodono rapidamente il largo consenso che la propaganda fascista era riuscita, nel ventennio precedente, a consolidare.
Lo sbarco degli alleati anglo-americani in Sicilia, praticamente senza incontrare resistenza, fa crollare il regime. Il 25 luglio 1943 il Gran Consiglio del Fascismo toglie il comando delle forze armate a Mussolini, che poche ore dopo viene destituito e arrestato.
Ma un grave colpo alla credibilità del regime era già stato inferto nel marzo del 1943, con i massicci scioperi che gli operai di Torino e delle grandi fabbriche del Nord effettuarono – cogliendo di sorpresa l'apparato fascista - per protestare contro la guerra e il carovita. Fu l'inizio della riscossa operaia, preparata nei mesi precedenti dalla CGdL clandestina, le cui due anime - quella all'estero di Bruno Buozzi e quella operante in Italia - avevano superato le polemiche iniziali e stretto dal 1935 un patto di unità di azione.
Dopo l'8 settembre del 1943 l'Italia è divisa in due tronconi. Dal Sud le forze anglo-americane risalgono lentamente il paese, via via liberando le regioni meridionali dal nazi-fascismo. Mussolini viene liberato dai nazisti e messo a capo della Repubblica Sociale Italiana, un governo collaborazionista nei territori italiani controllati militarmente dalla Germania.
In quei mesi nasce e si consolida un vasto movimento di lotta all'occupazione nazifascista, che si avvale del contributo decisivo del sindacato e dei lavoratori.

### Il Patto di Roma
Come già nel marzo del 1943, altri imponenti scioperi – in piena occupazione nazista – si svolgono nel marzo del 1944 e dalle fabbriche provengono molti partigiani combattenti.
Il 9 giugno 1944 viene firmato il Patto di Roma fra i tre principali partiti antifascisti. Bruno Buozzi, che con Di Vittorio aveva lavorato intensamente alla realizzazione del Patto, era stato assassinato dai tedeschi pochi giorni prima della sigla: per onorarne la memoria, sul testo del Patto fu apposta la data del 3 giugno 1944, che si riteneva inizialmente fosse stato l'ultimo giorno di vita di Buozzi.

I vertici della CGIL unitaria Oreste Lizzadri (PSI), Achille Grandi (DC) e Giuseppe Di Vittorio (PCI) nel 1945.

Il patto sancisce l'unità sindacale e la ricostituzione della CGIL e viene siglato da Giuseppe Di Vittorio per il PCI, da Achille Grandi per la DC e da Emilio Canevari per il PSI. Quest'ultimo verrà sostituito come responsabile della componente socialista della CGIL da Oreste Lizzadri.
La Chiesa non si oppone a una CGIL unitaria fortemente voluta dai comunisti e dai socialisti ma, ad ogni buon conto, favorisce la costituzione, nel 1945, delle ACLI.
Fino alla fine della guerra la CGIL si adopera nelle regioni liberate per diffondere le Commissioni Interne e le Camere del lavoro e stipula accordi salariali, fra cui quello per l'indennità di contingenza (che deve appunto il suo nome alla "contingenza" della guerra).
Con l'insurrezione generale proclamata dalla Resistenza il 25 aprile del 1945 e la sconfitta definitiva del nazifascismo, e nel clima di unità antifascista della Liberazione, la CGIL estende la sua presenza e la sua influenza in tutto il paese.
La CGIL contribuì unitariamente alla vittoria della Repubblica nel referendum che pose fine alla monarchia, colpevole di aver favorito l'ascesa del fascismo, di aver firmato le vergognose leggi razziali del 1938 e della fuga indecorosa dalla capitale l'8 settembre del 1943.

### La Repubblica Italiana
Le elezioni del 2 giugno 1946, che decisero la nascita della Repubblica e l'Assemblea Costituente che avrebbe redatto la nuova Costituzione, furono a suffragio universale  e per la prima volta in Italia parteciparono anche le donne.
L'Italia, dopo la liberazione, è in condizioni disastrose: mancano le materie prime e il combustibile, le reti stradale e ferroviarie sono devastate dai bombardamenti, l'inflazione è alle stelle e si diffonde il mercato nero.
I danni di guerra sono stimati in 10 miliardi di dollari.
Su 33 milioni di vani abitativi, 1.778.000 sono distrutti, 1.132.000 danneggiati gravemente e altri 3.379.000 danneggiati lievemente.
La CGIL, di fronte ai gravi problemi di ricostruzione del paese, stipula direttamente gli accordi nazionali che fissano salari, paga base, indennità di contingenza e assegni familiari, decidendo una “tregua salariale” per favorire il rientro dell'inflazione.

### I Congresso CGIL unitaria
Al I congresso nazionale, che si svolge a Firenze nel giugno 1947, la CGIL registra 5.735.000 iscritti. Segretario generale viene eletto Giuseppe Di Vittorio.
Ma già in quel congresso si avvertono i segni delle divisioni fra la componente socialcomunista e quella cattolica del sindacato. Il fatto è che lo scenario politico è rapidamente cambiato.

### La "Guerra Fredda" e le elezioni del 1948
A Jalta le grandi potenze vincitrici del nazismo si dividono il mondo in due sfere contrapposte: l'est europeo e asiatico comunista a influenza sovietica, l'occidente capitalistico a influenza economica e militare degli Stati Uniti d'America. È l'inizio della guerra fredda, che per molti anni esporrà il mondo al rischio di un conflitto atomico.
L'Italia è un paese strategicamente importante: collocato ai confini del blocco dei paesi socialisti, rappresenta una sorta di portaerei naturale per la sua configurazione geografica nell'area del Mediterraneo. Fortissima è dunque la pressione americana per ridurre e isolare la presenza del Partito Comunista, che ha accresciuto notevolmente la sua forza – soprattutto fra i lavoratori - durante gli anni della lotta al fascismo, e del Partito Socialista, allora alleato con il PCI.
Nel maggio del 1947 comunisti e socialisti sono estromessi dalla direzione del Paese e la rottura del Governo di unità nazionale si riverbera anche sulla CGIL. Il contributo ancora unitario dei dirigenti della CGIL ai lavori della Costituente permette alla nuova Costituzione Italiana di assumere il lavoro quale valore fondamentale della vita civile e sociale e di sancire l'assoluta libertà e volontarietà dell'organizzazione sindacale.
Alle elezioni del 18 aprile 1948 la Democrazia Cristiana conquista, con il simbolo dello scudo crociato, la maggioranza assoluta dei seggi in Parlamento, dopo uno scontro frontale con il blocco della sinistra, unito sotto l'effigie di Giuseppe Garibaldi.
Nonostante l'impegno personale di Di Vittorio a mantenere l'unità della CGIL, il rischio di una rottura sindacale tra i lavoratori socialcomunisti e quelli cattolici è sempre più probabile, e la situazione precipita in occasione dell'attentato al segretario comunista Palmiro Togliatti, avvenuto fuori del Parlamento il 14 luglio 1948, con la decisione della CGIL di proclamare uno sciopero generale.

### La nascita di CISL e UIL
Pochi giorni dopo lo sciopero la componente democristiana decise la scissione dalla CGIL. In realtà la decisione era già presa da tempo, e l'esistenza delle ACLI offriva una struttura su cui basarsi. Il nuovo sindacato fu denominato inizialmente Libera CGIL e poi, nel 1950, definitivamente Confederazione Italiana Sindacati Lavoratori CISL.
Contemporaneamente, sempre nel 1950, escono dalla CGIL anche i centristi laici e socialdemocratici e fondano la Federazione Italiana del Lavoro FLI che presto si sciolse e diede vita all'Unione Italiana del Lavoro UIL.
Questo, ancor oggi, è il principale quadro di riferimento sindacale italiano.

## La CGIL di Di Vittorio
Gli anni 50 sono gli anni della divisione - ma sarebbe meglio dire contrapposizione frontale - fra i principali sindacati, che subiscono il collateralismo con i partiti politici di riferimento.
In particolare, la CISL sostiene i governi centristi della Democrazia Cristiana e cerca l'insediamento nelle aziende con una politica negoziale basata sulla moderazione e la collaborazione con l'impresa.
La CGIL è fortemente anticlassista e anticapitalista, legata a doppio filo con i partiti di ispirazione marxista. Si impegna in grandi lotte politiche generali come quando, nel gennaio e nel marzo del 1953, proclama lo sciopero generale contro la “legge truffa”, una legge elettorale maggioritaria voluta dal Governo De Gasperi per rafforzare la propria maggioranza.

### Le concezioni di rappresentanza di CGIL e CISL
Ma la rottura non è soltanto di natura ideologica. Emergono differenze fondamentali anche sulla concezione della rappresentanza e della democrazia sindacale, differenze le cui tracce permangono tuttora e spiegano perché, nonostante la caduta delle antiche barriere ideologiche, sia ancora difficile la strada dell'unità sindacale.
La CGIL ha una visione della rappresentanza di tipo “universalistico”. In sostanza essa pensa che l'azione negoziale, riguardando tutti i lavoratori, iscritti e non iscritti al sindacato, debba essere validata appunto “ dall'universo” dei lavoratori.
La CISL ritiene, al contrario, che fonte di legittimazione della propria azione siano soltanto i propri “soci” e cioè coloro che hanno liberamente deciso di associarsi al loro sindacato.
Da qui, la contrarietà della CISL all'istituto del referendum e alla definizione legislativa della rappresentanza, come pure è previsto dall'art. 39 della Costituzione della Repubblica Italiana.

### L'anticomunismo sindacale
In un clima di pesante anticomunismo, scatta - dopo la rottura sindacale - una dura repressione nei confronti dei militanti della CGIL in fabbrica e nelle campagne.
Molti attivisti sono licenziati, molti altri costretti - come alla FIAT - nei reparti “confino” dove vengono umiliati anche quadri di grande professionalità.
Sempre alla FIAT dal '49 al '53 sono licenziati 30 membri di commissione interna iscritti alla CGIL. L'ambasciatrice americana in Italia, Clare Boothe Luce, dichiara che le imprese dove i sindacalisti della CGIL avessero ottenuto più del 50% dei voti alle elezioni della Commissione Interna non avrebbero potuto accedere a contratti con gli Stati Uniti d'America. Papa Pio XII lancia la scomunica ai comunisti e favorisce l'alleanza elettorale della DC con il MSI per il Comune di Roma.
Durissima è anche la repressione poliziesca. Il Ministro degli interni Mario Scelba scatena i reparti della “celere” contro le manifestazioni operaie e non si esita a sparare sui lavoratori. Dopo la strage di stampo mafioso a Portella della Ginestra in Sicilia, il 1º maggio 1947, dove la banda di Salvatore Giuliano ha sparato sulla folla di partecipanti alla Festa dei lavoratori provocando un eccidio, altre uccisioni si verificano negli anni successivi durante le grandi lotte di braccianti e contadini, dirette dalla CGIL, per l'occupazione delle terre.

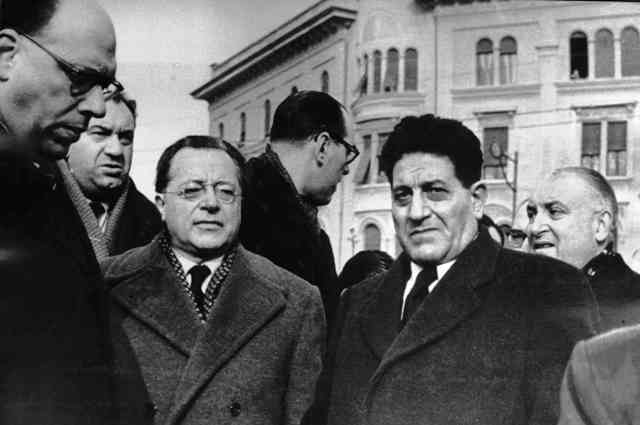
Palmiro Togliatti e Giuseppe Di Vittorio ai funerali delle vittime dell'eccidio delle Fonderie Riunite di Modena

A Modena, il 9 gennaio 1950 dopo un corteo di protesta contro la serrata delle Fonderie Riunite, la polizia spara sugli operai, uccidendone sei e ferendone più di cinquanta: la strage viene ricordata come l'eccidio delle Fonderie Riunite di Modena.
La CGIL, guidata dal comunista Giuseppe Di Vittorio coadiuvato dal socialista Fernando Santi, reagisce ai durissimi attacchi di Governo e Confindustria lanciando il “Piano del lavoro”, una grande iniziativa politica con al centro un'altra idea di sviluppo economico e sociale.
Il Piano del lavoro prevede la nazionalizzazione delle aziende elettriche, la realizzazione di un vasto programma di opere pubbliche e di edilizia popolare, la costituzione di un ente nazionale per la bonifica e l'irrigazione delle terre. Si realizzano anche, a sostegno del Piano, forme di lotta originali come lo “sciopero alla rovescia”.
Il Piano del lavoro non fu recepito dal Governo ma con esso la CGIL riesce a rompere l'isolamento, a parlare a tutto il paese, a tenere uniti lavoratori occupati e disoccupati, gli operai delle fabbriche del Nord e i braccianti delle campagne del Sud.
Al III congresso del 1952, la CGIL assume l'obiettivo di far entrare la Costituzione nei luoghi di lavoro, con il riconoscimento dei diritti dei lavoratori. Obiettivo che si concretizzerà nel 1970, con l'approvazione dello Statuto dei lavoratori.
Il contrasto con la CISL e la UIL è all'apice e mentre la CGIL si batte per le grandi questioni nazionali, soprattutto la CISL persegue il proprio radicamento nelle fabbriche siglando numerosi accordi separati. Le stesse elezioni delle Commissioni interne, nei luoghi di lavoro, si svolgono all'insegna della più aspra contrapposizione ideologica fra le organizzazioni sindacali, riflettendo le scontro frontale delle elezioni politiche.

### Il 1955 - 1956
E proprio alle elezioni per il rinnovo della Commissione Interna alla FIAT, nel marzo del 1955, la FIOM CGIL, che dalla Liberazione aveva sempre conquistato la maggioranza assoluta con percentuali prossime al 65%, subisce un pesante ridimensionamento diventando il secondo sindacato con il 36% dei voti, mentre alla FIM CISL va il 41% e il 23% alla UILM.
Lo shock provocato dalla sconfitta alla FIAT fu enorme. Le forze conservatrici puntano a ridurre ancor più il prestigio della CGIL fra i lavoratori e a ridimensionarne il peso, spingendo per una scissione della componente socialista. La CGIL reagisce con una profonda riflessione delle ragioni della sconfitta: un'autocritica che prescinde dalle condizioni di difficoltà in cui i suoi dirigenti e i suoi militanti hanno dovuto agire: i licenziamenti, le discriminazioni, le scomuniche, le difficoltà a trovare lavoro che hanno colpito i suoi attivisti. Il gruppo dirigente della CGIL comprende invece che ci sono ragioni interne alla politica della CGIL: troppo rivolta ai grandi problemi nazionali e di politica internazionale e poco attenta alle condizioni materiali dei lavoratori nei singoli luoghi di lavoro. Si ammette l'errore di aver trascurato, pur nell'asprezza dello scontro politico di quegli anni, il rapporto fra condizione operaia e processo tecnologico, di aver sottovalutato il controllo operaio sul ciclo produttivo. La CGIL accetta la sfida di misurarsi con la realtà dell'impresa e riorienta la propria politica contrattuale, troppo accentrata dalla Confederazione, in direzione di una più diffusa articolazione.
La contrattazione aziendale, in questo senso, diventa uno strumento nuovo e più elastico dello scontro di classe. Questa scelta strategica permetterà alla CGIL, nel giro di pochi anni, di riconquistare posizioni nelle fabbriche e di innescare - a partire dai luoghi di lavoro – l'inizio di un nuovo processo unitario, favorito anche da un ripensamento della CISL delle proprie tesi collaborative.

Uno degli ultimi comizi di Di Vittorio, a Canosa di Puglia, 23 ottobre 1957

Ma intanto altri fatti internazionali influenzano la vita interna della CGIL. Nel febbraio del 1956 il XX Congresso del PCUS registra una svolta nel movimento comunista internazionale. Chruščëv condanna duramente gli errori e i crimini di Stalin e avvia un processo di destalinizzazione. Ma quando, il 23 ottobre di quell'anno, scoppia in Ungheria una rivolta antisovietica e il nuovo capo del governo, Imre Nagy, annuncia il ritiro dell'Ungheria dal patto di Varsavia, i carri armati sovietici entrano a Budapest e soffocano nel sangue, con centinaia di morti, la reazione popolare.
I fatti di Ungheria rialimentano il conflitto fra le organizzazioni sindacali. Per la CGIL è un momento difficilissimo. Di Vittorio che, a differenza del PCI, aveva immediatamente condannato l'intervento sovietico è costretto a una ritrattazione. Molti funzionari rassegnano le dimissioni e il numero degli iscritti cala di 1 milione dal 1955 al 1958. La componente socialista della CGIL è sottoposta a pressanti inviti alla scissione, che però vengono respinti.
Non solo: il direttivo confederale vota unitariamente un documento in cui si riafferma il diritto a rendere pubblico il dissenso interno alla CGIL e Di Vittorio, al congresso del PCI, rivendica la distinzione di ruoli tra partito e sindacato, aprendo la strada della piena autonomia sindacale.
Di Vittorio muore nel novembre del 1957 a Lecco, dopo un'assemblea di quadri sindacali. Ha diretto la CGIL nel periodo del dopoguerra, ne ha preservato l'unità interna e creato le premesse per la ripresa del dialogo unitario con la CISL e la UIL. Gli succede Agostino Novella e, intanto, molte cose stanno cambiando nel mondo e in Italia.

## Sessantotto e dintorni
La tensione della “guerra fredda” si riduce, alla fine degli anni ‘50, pur con momenti di drammatica tensione come la crisi dei missili di Cuba, la costruzione del Muro di Berlino e l'inizio della “escalation” della guerra nel Vietnam. A Stalin è subentrato Chruščëv, al generale Eisenhower – contro la cui visita in Italia la CGIL aveva nel 1951 proclamato lo sciopero generale – subentra nel 1960 alla Presidenza degli USA John Fitzgerald Kennedy, fautore di una politica di apertura ai diritti civili e all'integrazione razziale. Pochi anni dopo Kruscev viene destituito, John Kennedy è ucciso a Dallas. La Chiesa, con il Pontificato di Giovanni XXIII, apre una stagione di rinnovamento con le encicliche “Pacem in Terris” e “Mater et Magistra” che precedono la convocazione del “Concilio Vaticano II”, nel corso del quale si afferma il dialogo con le altre culture laiche e religiose e rilancia la questione sociale.
In Italia, la mutata situazione internazionale favorisce l'inizio di una timida apertura a sinistra. Ma un primo governo DC-PSDI presieduto da Amintore Fanfani è ben presto affondato e il governo Tambroni, nel 1960, ottiene la maggioranza in Parlamento grazie all'appoggio della destra neofascista. Riconoscente, Tambroni consente al MSI di celebrare il proprio congresso a Genova, città medaglia d'oro per la Resistenza. Contro quella che viene intesa come una forte provocazione, a non molti anni dalla Liberazione, scoppiano a Genova e in tutto il Paese scioperi e imponenti manifestazioni di massa, nel corso delle quali la polizia spara e uccide operai e giovani a Reggio Emilia, a Palermo e a Catania. Protagonisti della protesta sono i “giovani con la maglietta a strisce” che spontaneamente si mettono alla testa della lotta per la difesa della democrazia. Il governo Tambroni è costretto a dimettersi il 19 luglio e si apre un lungo periodo di mutamento politico che porterà al governo di centro-sinistra con la partecipazione del PSI.
All'inizio degli anni sessanta l'Italia è nel pieno del boom economico e da Paese prevalentemente agricolo nel dopoguerra si è rapidamente trasformata in una delle Nazioni più industrializzate del mondo. I bassi salari hanno favorito l'insediamento di molti capitali stranieri e la nascita di nuove industrie manifatturiere italiane. Con un accordo interconfederale del 1960 è definita la parità salariale con l'eliminazione dai contratti collettivi nazionali delle tabelle remunerative differenti per maschi e femmine, come era indicato l'articolo 37 della Costituzione approvato nel 1946. L'automobile e gli elettrodomestici diventano beni di largo consumo, favorendo da un lato la generalizzazione del modello di produzione taylorista (al cui centro si colloca la catena di montaggio), dall'altro nuove esigenze e nuove aspettative. Il tumultuoso processo di industrializzazione produce costi sociali enormi. In particolare si rafforza lo squilibrio fra le regioni del “triangolo industriale”, Piemonte, Liguria e Lombardia, e quelle del Mezzogiorno. Tra il 1951 e il 1961 ben 1.700.000 lavoratori emigrano dalle regioni del Sud verso il Nord industrializzato: un vero e proprio esodo di massa.
La concatenazione di avvenimenti internazionali, politici, sindacali, economici crea le premesse favorevoli a riaprire progressivamente un nuovo processo di unità sindacale.

### Processo di unità sindacale
Seguiamo la sequenza dei fatti.

#### 1960 / 1967
All'inizio del 1960 desta enorme scalpore un volantino siglato insieme da FIM CISL e FIOM CGIL di Brescia dopo un accordo firmato unitariamente.
Nel dicembre 1960 gli elettromeccanici milanesi sono protagonisti di una grande lotta, culminata con la partecipazione di 100.000 metallurgici al “Natale in Piazza” deciso unitariamente da FIOM, FIM e UILM. A seguito di quella lotta, centinaia di accordi aziendali sono siglati nelle aziende.
Nel 1961 si conclude la stagione dei contratti con importanti aumenti salariali e significative riduzioni dell'orario di lavoro.
Nel 1962, dopo l'apertura di decine di vertenze aziendali (come alla Lancia, all'Alfa Romeo, alla Siemens, alla CGE), FIOM, FIM e UILM decidono di anticipare il rinnovo del contratto nazionale.
Dopo lotte durissime i sindacati dei metallurgici siglano con l'Intersind e l'Asap - le associazioni delle aziende a capitale pubblico - un accordo che, rompendo il fronte padronale, riconosce per la prima volta il diritto alla contrattazione articolata, anche se in termini meramente applicativi del contratto nazionale.
Nel febbraio del 1963, dopo lo sciopero generale di tutta l'industria anche la Confindustria è costretta a sottoscrivere le intese raggiunte con le aziende a partecipazione statale. Subito dopo si costituisce il primo governo di centro sinistra con l'appoggio organico del PSI. Al successivo congresso del PSI si registra la scissione della corrente di sinistra, che fonda il Partito Socialista Italiano di Unità Proletaria (PSIUP) cui aderiscono molti sindacalisti socialisti con a capo Vittorio Foa.
Alla fine del 1964 le correnti interne alla CGIL avevano la seguente consistenza: 57,2% per i comunisti, 28% per i socialisti, 14,8% per i socialproletari.
Il patto di governo della CGIL fra le diverse componenti manterrà l'unità interna fino alla fine degli anni 80, nonostante la divaricazione dei relativi partiti di riferimento.
Nel 1965 si svolgono i congressi della CGIL e della CISL, entrambi caratterizzati da un forte dibattito sulla programmazione economica e sull'autonomia del sindacato e sono decise le prime regole per l'incompatibilità fra cariche politiche e sindacali.
I contratti del 1966 si chiudono con risultati non esaltanti per il sindacato, ma hanno di nuovo riproposto la contrattazione aziendale come asse centrale della politica rivendicativa e posto questioni come la parità operai-impiegati, la riduzione dell'orario e i diritti sindacali.
Il congresso delle Acli rompe ogni collateralismo con la DC e si pronuncia per l'unità sindacale e contro ogni forma di discriminazione verso i comunisti. La FIM radicalizza in senso anticapitalistico le proprie posizioni e si schiera contro la politica imperialista degli USA nel Vietnam. Nelle Confederazioni si infiamma il dibattito sull'autonomia sindacale.

#### 1968 / 1969 e l'autunno caldo
Il 1968 si apre con un successo storico per il movimento operaio: la riforma delle pensioni, ottenuta dopo che una forte protesta dei luoghi di lavoro aveva indotto la CGIL a ritirare il consenso di massima che aveva espresso, con CISL e UIL, su un precedente accordo con il governo. Lo sciopero generale proclamato dalla sola CGIL il 7 marzo registra ovunque un'adesione massiccia e unitaria.
Nel frattempo è esplosa una rivolta generazionale che investe l'America, l'Europa e anche i paesi del blocco socialista. La rivolta studentesca, partita dalla università californiana di Berkeley contro la chiamata alla guerra nel Vietnam, si estende alla Francia, alla Germania e all'Italia. La contestazione riguarda l'intero sistema formativo, il suo carattere selettivo e mette in discussione l'intero modello sociale.
In Italia, le lotte studentesche si intrecciano con le lotte operaie che, in centinaia di fabbriche, investono l'organizzazione del lavoro, i contratti, gli orari, le disuguaglianze salariali. Protagonisti di questa nuova stagione sono i comitati di base, che prima affiancano e poi sostituiscono le commissioni interne. Al Petrolchimico di Porto Marghera, alla Pirelli Bicocca di Milano e in molte altre grandi fabbriche si sperimentano nuove forme di rappresentanza, per delega diretta del gruppo omogeneo di reparto e non per sigla sindacale. Il Primo maggio 1968 vede, per la prima volta dopo la rottura del 1948, cortei unitari di CGIL, CISL e UIL a celebrare insieme la festa dei lavoratori.
Il vento democratico soffia anche sui paesi del blocco socialista. In Cecoslovacchia il nuovo corso aperto dal leader comunista Alexander Dubček porta alla “Primavera di Praga”. Ma le speranze di un socialismo dal volto umano sono represse con i carri armati sovietici e del Patto di Varsavia. La CGIL non solo esprime la propria netta condanna contro l'invasione sovietica, ma rompe con la Federazione Sindacale Mondiale, organizzazione internazionale dei sindacati di ispirazione marxista.
Nel Sud Italia esplodono rivolte che vengono represse dal Governo con estrema durezza. Il 2 dicembre 1968, ad Avola, in provincia di Siracusa, la polizia spara, uccidendone due, sui braccianti che stanno manifestando dopo la rottura - da parte degli agrari – delle trattative per il rinnovo dei contratti di lavoro. Il 9 aprile 1969 la polizia spara ancora a Battipaglia, in provincia di Salerno, mentre è in corso lo sciopero generale contro la ventilata chiusura del locale tabacchificio, e uccide un operaio di 19 anni e una giovane maestra.

Manifestazione di operai metalmeccanici a Varese durante l'autunno caldo

All'inizio del 1969 si conclude positivamente un'altra grande vertenza sindacale, che assume un valore emblematico della spinta egualitaria che sale dalle fabbriche: l'abolizione delle “gabbie salariali” e cioè dei salari differenziati a seconda dell'area geografica di appartenenza.
Il congresso della CGIL a Livorno, nel giugno 1969, vede presenti, in un clima euforico per l'unità sindacale, delegazioni di CISL e UIL, e arriva l'autunno caldo.
Preceduta da migliaia di vertenze e accordi aziendali, la stagione dei contratti nazionali in autunno si avvia con un durissimo braccio di ferro alla Fiat e esplode con piattaforme rivendicative radicalmente innovative: aumenti salariali uguali per tutti, le 40 ore settimanali, il diritto all'assemblea in fabbrica, il controllo sull'organizzazione del lavoro, la parità normativa fra operai e impiegati, le “150 ore” per il diritto all'istruzione dei lavoratori. A queste rivendicazioni si sovrappongono lotte più generali e la partecipazione di massa è straordinaria. Lo sciopero generale indetto il 19 novembre dalle tre confederazioni sindacali sulle riforme e in particolare sul diritto alla casa, registra un'adesione pressoché totale. Alla manifestazione di Roma indetta il 28 novembre da FIOM, FIM e UILM sono presenti più di centomila metalmeccanici. Soprattutto cresce un nuovo protagonismo dei lavoratori, che vogliono decidere le piattaforme, rivendicano il diritto a nuove forme di lotta, impongono nuove pratiche democratiche. È la nascita dei consigli di fabbrica, che il nuovo sindacato unitario degli anni '70 riconoscerà come propria struttura di base.
Contemporaneamente, una nuova coscienza di sé delle donne porta alla nascita dei movimenti femministi che rivendicano nuove libertà civili e sociali. Metalmeccanici, chimici, edili, tessili e altre categorie conquistano contratti nazionali che realizzano uno spostamento di potere negoziale nei luoghi di lavoro.
La forza organizzativa della CGIL e degli altri sindacati cresce in maniera esponenziale, assumendo peso sempre maggiore nella vita economica e sociale del paese. Ma la strage di Piazza Fontana, il 12 dicembre 1969, preannuncia i durissimi anni della strategia della tensione e del terrorismo.

## Gli anni della crisi
L'autunno caldo si dilata per buona parte del decennio successivo.
Nel maggio del 1970 è varata, sull'onda delle grandi lotte di massa e per iniziativa del Ministro socialista del Lavoro, Giacomo Brodolini, la legge 300 nota come “Statuto dei lavoratori”. Per dirla con Vittorio Foa, è la Costituzione che varca i recinti delle fabbriche. Con lo Statuto dei lavoratori sono riconosciuti i diritti e le tutele fondamentali dei lavoratori: diritto all'opinione politica e sindacale, diritto all'assemblea nei luoghi di lavoro, diritto di partecipazione e di organizzazione sindacale in fabbrica, diritto – con il famoso art. 18 – al ripristino del rapporto di lavoro in caso di licenziamento senza giusta causa.
A marzo dello stesso anno, nel frattempo, Luciano Lama ha sostituito alla testa della CGIL Agostino Novella, anche in virtù delle nuove norme di incompatibilità fra cariche sindacali e cariche parlamentari e politiche sancite dal Congresso di Livorno. Ormai, sembra a portata di mano la ricomposizione della frattura del 1948 e l'unità sindacale organica. Le piattaforme, le lotte, gli accordi si svolgono ovunque in modo unitario, sia a livello nazionale che territoriale. Dai luoghi di lavoro, la spinta in senso unitario è fortissima, favorita anche da un forte ricambio generazionale dei delegati e dei rappresentanti sindacali.
Nell'ottobre del 1970 i consigli generali delle tre confederazioni si riuniscono unitariamente a Firenze (“Firenze 1”) per esaminare la possibilità di avviare un percorso di unificazione sindacale. In particolare i sindacati metalmeccanici FIOM, FIM e UILM spingono sull'acceleratore, ma nella UIL e in larghi settori della CISL nascono forti resistenze. Le successive riunioni nel febbraio e nel novembre 1971 dei consigli generali confederali (“Firenze 2” e “Firenze 3”) approvano documenti che indicano i tempi del congresso costituente la confederazione unitaria ma, in realtà, alla fine si ripiega su una soluzione intermedia. Nel luglio 1972 i tre consigli generali, in sessione unificata, siglano a Roma il Patto Federativo, eleggendo un direttivo paritetico di 90 componenti e una segreteria di 15 componenti, ugualmente paritetica. La Federazione CGIL, CISL, UIL garantirà la gestione unitaria delle principali vicende sindacali per tutti gli anni 70 e sarà sciolta definitivamente dopo il decreto di S. Valentino del governo Craxi.
Nell'ottobre del 1972 l'assemblea nazionale dei delegati metalmeccanici fonda la Federazione Lavoratori Metalmeccanici (FLM) con organismi e sedi unitarie a ogni livello.
Con l'autunno caldo il ruolo del sindacato nelle fabbriche e nella società è cresciuto enormemente. Occupazione, investimenti produttivi, sviluppo delle regioni meridionali sono al centro della “strategia delle riforme” del sindacato unitario. Ma la reazione a questo stato di cose non tardò a venire: con la svolta politica a destra, con la strategia della tensione, con i segnali di rivolta del Mezzogiorno. I metalmeccanici, nell'ottobre 1972, organizzano un grande manifestazione a Reggio Calabria, epicentro di una ribellione popolare, guidata dalla destra neofascista, al trasferimento della sede di capoluogo a Catanzaro.
Nel 1973, l'aumento del costo del petrolio deciso dai produttori arabi dopo la “guerra del Kippur” determina, insieme alla fine della convertibilità del dollaro, una forte spirale inflazionistica e mette fine alla crescita dell'economia europea, praticamente ininterrotta dalla fine della guerra. In Italia, totalmente dipendente dall'estero per le fonti energetiche, la recessione economica e l'inflazione sono ancora più accentuate. Il sindacato, che dispone ancora di una notevole forza, riesce a siglare nel gennaio del 1975, l'accordo che prevede la progressiva unificazione del punto di contingenza al livello più alto. L'approvazione della riforma sanitaria e di quella scolastica, inoltre, dopo la riforma delle pensioni, completano la struttura essenziale del welfare italiano.

### Le grandi conquiste civili
Gli anni settanta sono segnati anche da grandi conquiste civili, grazie soprattutto alle lotte per l'emancipazione e liberazione femminile:
- Nel 1970 la legge 898 (Legge Fortuna-Baslini) sul divorzio;
- Nel 1971 la legge 1204 di tutela delle lavoratrici madri e quella sugli asili nido;
- Nel 1975 è varata la riforma del diritto di famiglia che introduce la parità tra uomini e donne nell'ambito familiare;
- Nel 1976 la legge 903 di parità in materia di lavoro;
- Infine, nel 1978 è approvata la legge 194 “Norme per la tutela sociale della maternità e sull'interruzione volontaria della gravidanza”.

Quest'ultima legge e, in precedenza, quella sul divorzio hanno anche registrato due grandi vittorie del NO ai rispettivi referendum abrogativi.

### La crisi economica
Tuttavia, nella seconda metà degli anni settanta, l'azione del sindacato inizia a indebolirsi. Gli industriali utilizzano la crisi economica per ribaltare a proprio favore i rapporti di forza scaturiti dall'autunno caldo. Quasi ovunque, nelle aziende, si attuano intensi processi di ristrutturazione, favoriti dall'introduzione di nuove tecnologie di automazione dei processi produttivi. Gli investimenti in nuovi impianti, basati sulla robotica e sull'informatica, tendono soprattutto a risparmiare forza lavoro, creando forti eccedenze di personale. Cresce a dismisura il ricorso alla cassa integrazione a zero ore, alla fine della quale scattano licenziamenti collettivi.

### La strategia della tensione e gli anni di piombo
Contro l'accresciuto potere del movimento sindacale, vengono scatenate anche oscure trame golpiste e lo stragismo fascista.

Il 28 maggio 1974, in Piazza della Loggia a Brescia, esplode una bomba durante una manifestazione sindacale. Vi furono otto morti e più di cento feriti in quell'attentato fascista. Un'altra bomba fascista, pochi mesi dopo, esplode sul treno Italicus provocando 12 morti e 48 feriti. Contemporaneamente, con il sequestro a Genova del giudice Sossi nel maggio del 1974, entrano in scena le Brigate Rosse. 

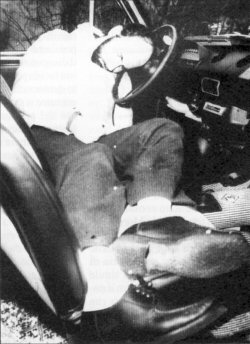
Guido Rossa, sindacalista della CGIL, ucciso dalle Brigate Rosse nel 1979

È l'inizio degli “anni di piombo” e di una lunga catena di morti e feriti che culminano nel rapimento e nell'uccisione di Aldo Moro. Il 16 marzo 1978, il giorno in cui fu rapito, Aldo Moro - presidente della DC - si stava recando in parlamento per il voto di fiducia al governo Andreotti, che includeva, per la prima volta nella storia della Repubblica, il PCI nella maggioranza.
Le Brigate Rosse non esiteranno anche a uccidere Guido Rossa, delegato sindacale della CGIL all'Ansaldo di Genova, che coraggiosamente aveva segnalato la presenza di brigatisti in fabbrica.
Il 2 agosto 1980 un'altra strage fascista ferisce il paese: una bomba esplode alla stazione di Bologna causando 85 morti e 200 feriti.
Le tre confederazioni, per iniziativa soprattutto di Luciano Lama, avevano sancito al Palazzo dei Congressi dell'Eur a Roma, a conclusione della conferenza nazionale dei consigli generali e dei quadri di Cgil, Cisl e Uil (12-13 febbraio 1978), un cambiamento di linea, noto come la “svolta dell'EUR”, proponendo un contenimento salariale in cambio di una politica economica che sostenesse lo sviluppo e difendesse l'occupazione.
Ma in quegli anni la CGIL e il sindacato unitario sono soprattutto impegnati a combattere la strategia della tensione, difendendo con determinazione la democrazia e le istituzioni democratiche dagli attacchi terroristici. Il totale isolamento dal mondo del lavoro dei gruppi eversivi sarà la base principale della loro sconfitta.
Nel settembre del 1980 la Fiat dichiara che procederà al licenziamento di 14.000 lavoratori e mette unilateralmente in cassa integrazione 23.000 lavoratori. È l'inizio di un drammatico braccio di ferro. I metalmeccanici - contro i licenziamenti – bloccano la produzione e presidiano per 35 giorni i cancelli della Fiat. Enrico Berlinguer, segretario generale del Partito Comunista Italiano, con un comizio davanti ai cancelli della Fiat Mirafiori sostiene la lotta dei lavoratori.

### La Marcia dei 40.000 a Torino
Contro questa lotta, e contro il sindacato che l'ha organizzata, la Fiat stimola e ottiene la reazione di quadri e impiegati, che organizzano un corteo di protesta, ricordato come la "marcia dei quarantamila" per le vie di Torino (14 ottobre 1980). È la sconfitta, non solo della vertenza sindacale alla Fiat ma anche della linea egualitaria degli anni precedenti, che ha eroso la rappresentatività del sindacato nelle professionalità più alte. Lo stesso punto unico di contingenza viene messo in discussione.
Le vicende della Fiat segnano sempre, nel bene e nel male, la storia sindacale e dopo la sconfitta si acuiscono i dissensi già presenti all'interno della Federazione Unitaria CGIL-CISL-UIL.
Dopo aver respinto unitariamente, con una grande manifestazione a Roma nel giugno del 1982, la disdetta dell'accordo sulla scala mobile da parte della Confindustria, emergono posizioni nettamente contrastanti. CISL e UIL sono possibiliste circa la revisione della scala mobile (la CISL, in particolare, propone di predeterminare gli scatti di contingenza), la CGIL nella sua maggioranza, è contraria. Il problema viene risolto il 14 febbraio 1984 dal governo Craxi, con il famoso “decreto di San Valentino” che taglia 4 punti di scala mobile. CISL e UIL esprimono il proprio consenso al decreto, la CGIL si oppone duramente, con il dissenso però della componente socialista, e lancia un'imponente mobilitazione sociale. La grave divisione fra le organizzazioni sindacali provoca la rottura definitiva della Federazione Unitaria, la stessa unità interna della CGIL è messa a dura prova.
La CGIL e il Partito Comunista di Enrico Berlinguer (che muore nel giugno del 1984) raccolgono le firme per il referendum abrogativo del decreto, che si svolge nel 1985. Ma l'esito del referendum segna una sconfitta di misura per i promotori del referendum.

## La CGIL dopo la caduta del Muro di Berlino
La sconfitta nel referendum sulla scala mobile apre un periodo difficile per la CGIL, in un quadro segnato da una drastica riduzione della conflittualità e da una perdita di rappresentatività delle tre confederazioni.
Trova spazio il sindacalismo autonomo, favorito dalla tendenza alla difesa corporativa degli interessi.
Le difficoltà interne alla CGIL si riflettono anche sul vertice. Antonio Pizzinato, che nel marzo 1986 aveva sostituito Luciano Lama alla segreteria generale, per ricreare il clima positivo all'interno della direzione si dimette dall'incarico a favore di Bruno Trentin, già segretario generale della FIOM durante l'autunno caldo.
Intanto, grandi novità scuotono i paesi del blocco socialista. In Unione Sovietica, il nuovo capo del PCUS Michail Gorbačëv sperimenta una politica fondata sulla trasparenza (glasnost) e sulla riforma dell'economia (perestrojka). Anche gli altri paesi socialisti sono investiti da processi di rinnovamento, iniziati con il movimento sindacale di Solidarność in Polonia. Nel 1989 il crollo del Muro di Berlino assume il valore simbolico della sconfitta del socialismo reale nei paesi del blocco sovietico. È la fine della divisione del mondo fra blocchi contrapposti deciso a Jalta.
Il nuovo scenario internazionale ha effetti dirompenti in Italia. Il partito della Democrazia Cristiana, su cui faceva perno l'intero sistema politico italiano, con la caduta del comunismo perde la sua residua funzione storica e si dissolve anche sotto i colpi delle inchieste di Tangentopoli, che rivelano un sistema ramificato di corruzione e di finanziamento illecito ai partiti. Con la DC, scompare il PSI e gli altri partiti storici dell'area di governo. Il PCI, con un grande travaglio interno e scontando una scissione, cambia nome e natura. Nascono nuovi movimenti populisti come la Lega Nord che accelera la crisi della Prima Repubblica.
In CGIL scompaiono le componenti storiche. Dopo che Bruno Trentin ha sciolto la componente comunista, il dibattito congressuale del 1991 registra due mozioni contrapposte: quella di maggioranza, a sostegno del documento di tesi presentato da Bruno Trentin, e quella di minoranza, intitolata “Essere sindacato” con a capo Fausto Bertinotti. La sostituzione delle componenti con le aree programmatiche collegate al dibattito congressuale impone nuove regole di direzione e di formazione dei gruppi dirigenti.
Il terremoto politico mette a nudo anche la gravissima situazione economica del Paese, gravato da un debito pubblico di dimensioni stratosferiche.

### Fine della "scala mobile"
Il governo Amato propone, nel luglio del 1992, un protocollo alle parti sociali che prevede il definitivo superamento della scala mobile e la sua sostituzione con un recupero contrattato.
Bruno Trentin, per impedire una nuova drammatica rottura fra i sindacati, con gravissime ripercussioni sull'economia e sulle istituzioni, firma l'accordo e poi si dimette, essendo quella firma contraria al mandato negoziale degli organismi dirigenti della CGIL.
Il successivo direttivo della CGIL, convocato all'inizio di settembre, respinge le dimissioni di Trentin e decide di negoziare un nuovo sistema di relazioni basato sulla politica dei redditi. Determinante, da questo punto di vista, è stato l'intervento di Sergio Cofferati, responsabile della politica industriale nella segreteria confederale.
Pochi giorni dopo, la crisi finanziaria sembra precipitare verso la bancarotta. Il governo Amato decide una drastica svalutazione della lira (pari al 25% del suo valore), la conseguente fuoriuscita dallo SME - il sistema monetario europeo - e una parallela manovra finanziaria del valore di quasi centomila miliardi. I provvedimenti attuati, quali l'aumento dell'età pensionabile e dell'anzianità contributiva, il blocco dei pensionamenti, la “mimimun tax” sui redditi autonomi, la patrimoniale sulle imprese, il prelievo sui conti correnti bancari, i ticket sanitari, l'istituzione dell'ICI, provocano una diffusa protesta sociale che si rivolge anche contro i sindacati confederali.

### L'accordo del 1993
In questa drammatica situazione i sindacati confederali sembrano reggere l'urto della crisi istituzionale e sociale che ha travolto il sistema dei partiti. CGIL, CISL e UIL mantengono un forte radicamento sociale, governano le lotte e le riconducono all'accordo triangolare del 23 luglio 1993 con il Governo presieduto da Carlo Azeglio Ciampi e la Confindustria.
L'accordo, siglato dopo una consultazione di massa, sancisce un nuovo sistema di relazioni industriali basato sulla concertazione fra le parti e la politica dei redditi. Viene, per la prima volta, riconosciuta l'esistenza di un doppio livello di contrattazione, sia pure ciascuno con compiti diversi. Al livello dei contratti nazionali di categoria è attribuita la funzione principale di tutela del valore reale dei salari. Al livello aziendale spetta il compito di redistribuire gli incrementi di produttività registrati in ogni singola azienda. Il tasso di inflazione viene programmato “a priori” e Governo e parti sociali si impegnano a comportamenti coerenti sulla dinamica salariale, sui prezzi al consumo, sulle tariffe amministrate. La scadenza di ogni livello di contrattazione viene fissata ogni quattro anni, ma i contratti nazionali hanno, sulla parte salariale, un recupero biennale degli scostamenti fra inflazione programmata e inflazione reale. L'accordo del 23 luglio contribuisce a superare la gravissima crisi dei primi anni novanta, a effettuare il risanamento economico e a favorire l'ingresso a pieno titolo dell'Italia nell'Unione Europea, adottando l'Euro come moneta comune.
Conseguenza evidente, registrata in questi anni, è la riduzione del reddito da lavoro dipendente rispetto al reddito complessivo del paese.
L'accordo ha rivitalizzato anche la struttura di base del sindacato, sostituendo ai consigli di fabbrica, che erano entrati in un lungo periodo di crisi dopo la rottura del patto federativo, le rappresentanze sindacali unitarie.

### La CGIL di Cofferati
Nel 1994, poco dopo l'accordo, Sergio Cofferati diventa il nuovo segretario generale della CGIL e si trova subito a dover fare i conti con il nuovo governo di centrodestra presieduto da Silvio Berlusconi. Il primo atto del governo Berlusconi riguarda il tentativo di ridimensionare radicalmente il sistema previdenziale italiano, rompendo il patto fra generazioni che lo sorregge. Le confederazioni sindacali reagiscono unitariamente con estrema determinazione e il 12 novembre a Roma si svolge un'imponente manifestazione con un milione di lavoratori e pensionati. La grande partecipazione popolare alla protesta mette in crisi la coalizione e, con la presa di distanza della Lega Nord dall'Esecutivo, cade il Governo Berlusconi I.
Il problema delle pensioni – reso acuto dal tardivo ingresso al lavoro delle nuove generazioni, dalla minor consistenza del lavoro dipendente e dall'allungamento della vita media – trova una soluzione durante il Governo Dini, incaricato di traghettare il Paese verso nuove elezioni. La legge di riforma, varata nel 1995 dopo l'accordo con le parti sociali e l'esito positivo della consultazione dei lavoratori, innova il sistema previdenziale con il passaggio graduale al sistema contributivo e l'avvio della previdenza integrativa, ma ne salvaguarda la prevalenza pubblica.
Con la vittoria del centro-sinistra nel 1996, il dialogo con il movimento sindacale si rafforza e, come già detto, consente all'Italia di raggiungere i parametri fissati a Maastricht per l'ingresso nella moneta unica.
CGIL, CISL e UIL sono anche protagoniste della battaglia contro il secessionismo della Lega, che mette a rischio l'unità politica dell'Italia, con grandi manifestazioni a Milano e Venezia.
Si consolidano le RSU, che vengono estese anche al pubblico impiego, dove i sindacati confederali ottengono un significativo successo e la CGIL diventa il sindacato più forte.
Forti divergenze, invece, permangono sul tema della democrazia sindacale: il che impedisce di formalizzare una legge sulla rappresentanza sindacale. La mancanza di criteri legislativi atti a misurare l'effettiva rappresentatività ha favorito, nel corso dei primi anni 2000, due contratti consecutivi dei metalmeccanici a firma separata di FIM e UILM e il “Patto per l'Italia” siglato con il governo Berlusconi senza il consenso della CGIL.

### LA CGIL degli anni 2000
L'attacco terroristico dell'11 settembre 2001 alle Twin Towers di New York e la dottrina della “guerra preventiva” degli USA che ha portato all'invasione militare in Afghanistan e Iraq, rischiano di coinvolgere il pianeta in un conflitto di opposte civiltà e religioni. La globalizzazione dell'economia e il pensiero neo-liberista, ben lungi dal risolvere le contraddizioni fra paesi ricchi e paesi poveri, ne acuiscono le distanze. Nuovi flussi emigratori di massa premono sui paesi sviluppati, portando con sé problemi irrisolti di integrazione razziale.
In Europa il sistema di welfare costruito nel secolo scorso viene messo in discussione. Il lavoro si è profondamente trasformato e, soprattutto per le giovani generazioni, è offerto in forma precaria e senza diritti. Corre forte il pensiero che i vincoli sindacali, la legislazione sociale, le normative contrattuali, l'idea stessa di un'organizzazione solidaristica dei rapporti sociali agiscano da freno allo sviluppo. In Italia le imprese hanno inteso affrontare con la mera riduzione dei costi i nuovi problemi della competitività internazionale derivanti dall'introduzione dell'Euro, che non consente la leva tradizionale della svalutazione della lira. E allora ridurre i diritti sindacali sembra la strada maestra per ridurre i costi di produzione.
Il nuovo governo di centro-destra guidato da Berlusconi, subito dopo la vittoria alle elezioni politiche del 2001, cerca di cancellare l'articolo 18 dello Statuto dei lavoratori. Contro questo disegno, la CGIL di Sergio Cofferati impegna tutta la sua forza. Il 23 marzo 2002, nella più grande manifestazione di massa della storia italiana, tre milioni di persone – tutto il popolo della CGIL – manifestano a Roma contro le modifiche del governo all'articolo 18.
La battaglia della Cgil continua con lo sciopero generale del 18 aprile dello stesso anno al quale aderiscono successivamente anche CISL e UIL, e con imponenti manifestazioni in tutte le città d'Italia. Guglielmo Epifani, che dal settembre 2002 guida la Cgil, ha così collegato la battaglia per la difesa dei diritti a quella per contrastare il declino economico italiano. La denuncia della Cgil viene condivisa dagli altri sindacati confederali e consente di recuperare l'unità d'azione con Cisl e Uil contro le politiche del centro-destra. Nell'ottobre del 2003 e nel novembre del 2004 si effettuano gli scioperi generali unitari contro le leggi finanziarie del Governo Berlusconi.
Contemporaneamente la Cgil ha tenuto alto il proprio impegno per la Pace, convocando – il 15 marzo 2003 – una grande manifestazione a Milano per denunciare i rischi terribili dell'imminente guerra in Iraq.
Il 2006 è l'anno del XV Congresso della Cgil, della vittoria di strettissima misura - alle elezioni politiche di aprile – della coalizione di centro-sinistra guidata da Romano Prodi, e della vittoria del NO, sostenuto con forza dalla Cgil, al referendum del 26 giugno indetto a conferma della riforma della Costituzione attuata dal Governo Berlusconi. Il 2006 è anche l'anno del Centenario della Cgil, ricordato con tantissime iniziative storiche, editoriali, artistiche e politiche fino alla celebrazione ufficiale il 1º ottobre a Milano al Teatro degli Arcimboldi, conclusa da Guglielmo Epifani con le seguenti parole:
Il 16 ottobre 2010 Guglielmo Epifani pronuncia il suo ultimo discorso da segretario CGIL in Piazza San Giovanni, a Roma, in occasione della manifestazione della FIOM. Al suo posto il 3 novembre 2010 viene eletta la milanese Susanna Camusso. L'elezione della prima donna alla guida del sindacato è anche un segno della volontà della CGIL di impegnarsi attivamente, a tutti i livelli, nelle politiche di eliminazione delle differenze di genere.
A partire dagli anni 2000 la CGIL è chiamata a rispondere ai complessi cambiamenti del mondo del lavoro: la globalizzazione, con il fenomeno delle delocalizzazioni, la disoccupazione giovanile e femminile, le gravissime crisi di alcuni comparti dell'industria italiana, la precarizzazione estesa ad ogni ambito lavorativo. Fenomeni nuovi che hanno spesso creato un solco tra gli stessi lavoratori, tra giovani e adulti, garantiti e precari, dipendenti di piccole e grandi imprese, e reso più difficile l'azione collettiva del sindacato. Restano invece ancora irrisolti problemi antichi come il lavoro nero e gli incidenti sul lavoro.
Le trasformazioni del mondo del lavoro hanno anche inciso nel calo degli iscritti alla CGIL a partire dagli anni '80, con una diminuzione generalizzata negli iscritti nei vari settori ad eccezione del pubblico impiego, dei lavoratori di origine straniera e dei pensionati.
Nel gennaio del 2019 la segreteria della CGIL passa nelle mani di Maurizio Landini, già Segretario generale della FIOM.

#### L'assedio della sede nazionale a Roma
Il 9 ottobre 2021, durante la manifestazione dei No Green Pass, un gruppo di manifestanti del partito neofascista Forza Nuova ha assaltato la sede della Confederazione Generale Italiana del Lavoro a Roma. Un corteo non autorizzato, nato per contrastare la pubblicazione del decreto-legge che obbligava l'utilizzo della certificazione verde sul luogo di lavoro, iniziò ad incamminarsi per le vie di Roma, creando scompiglio, confusione e utilizzando vari oggetti come armamento. I luoghi bersaglio furono molteplici, tra cui la sede nazionale della CGIL. A condannare la reazione violenta avvenuta quel giorno gran parte dei politici italiani, sia del centro-destra che del centro-sinistra. Il segretario nazionale Maurizio Landini, oltre a sostenere l'idea dell'offesa alla democrazia e al lavoro, ribadì che nessuno avrebbe riportato l'Italia nel ventennio fascista, sostenendo che l'accaduto fosse frutto di squadrismo, idea sostenuta anche dai segretari nazionali Luigi Sbarra di CISL e Pierpaolo Bombardieri di UIL.
A conclusione degli eventi, gli arrestati furono 12, tra cui Roberto Fiore, Giuliano Castellino, leader romano di Forza Nuova, Pamela Testa, colei che rivendicò l'organizzazione dell'evento, Biagio Passaro, Luigi Aronica, uno dei fondatori dei Nuclei Armati Rivoluzionari, e Fabio Corradetti, figlio della compagna di Castellino, i denunciati 57, con capi d'accusa come saccheggio, istigazione a delinquere, violazione di domicilio e resistenza, e 41 feriti delle forze dell'ordine.